# Ye Zhaoying
Ye Zhaoying (chinesisch 叶钊颖, Pinyin Yè Zhāoyǐng, * 7. Mai 1974 in Hangzhou) ist eine Badmintonspielerin aus der Volksrepublik China.
Sie wurde sowohl 1995 als auch 1997 Weltmeisterin im Einzel. Nach dem Gewinn der Bronzemedaille bei den Olympischen Sommerspielen 2000 im Einzel erklärte sie ihren Rückzug aus dem aktiven Badminton.

## Sportliche Erfolge
| Saison    | Veranstaltung      | Disziplin   | Platz | Name                     |
| --------- | ------------------ | ----------- | ----- | ------------------------ |
| 1992      | Asienmeisterschaft | Dameneinzel | 1     | Ye Zhaoying              |
| 1992      | Indonesia Open     | Dameneinzel | 1     | Ye Zhaoying              |
| 1992      | Singapur Open      | Dameneinzel | 1     | Ye Zhaoying              |
| 1993      | German Open        | Dameneinzel | 2     | Ye Zhaoying              |
| 1993      | Denmark Open       | Dameneinzel | 1     | Ye Zhaoying              |
| 1993      | Hongkong Open      | Dameneinzel | 1     | Ye Zhaoying              |
| 1993      | Indonesia Open     | Dameneinzel | 1     | Ye Zhaoying              |
| 1993      | Japan Open         | Dameneinzel | 1     | Ye Zhaoying              |
| 1993      | Weltmeisterschaft  | Dameneinzel | 3     | Ye Zhaoying              |
| 1993      | China Open         | Dameneinzel | 2     | Ye Zhaoying              |
| 1994      | Asienmeisterschaft | Dameneinzel | 1     | Ye Zhaoying              |
| 1994      | Asienspiele        | Dameneinzel | 3     | Ye Zhaoying              |
| 1994      | All England        | Dameneinzel | 2     | Ye Zhaoying              |
| 1995      | Asienmeisterschaft | Dameneinzel | 1     | Ye Zhaoying              |
| 1995      | World Cup          | Dameneinzel | 1     | Ye Zhaoying              |
| 1995      | Weltmeisterschaft  | Dameneinzel | 1     | Ye Zhaoying              |
| 1995      | China Open         | Dameneinzel | 1     | Ye Zhaoying              |
| 1995      | US Open            | Dameneinzel | 1     | Ye Zhaoying              |
| 1995      | Swedish Open       | Dameneinzel | 1     | Ye Zhaoying              |
| 1996      | All England        | Dameneinzel | 2     | Ye Zhaoying              |
| 1996      | Japan Open         | Dameneinzel | 1     | Ye Zhaoying              |
| 1996      | Olympia            | Dameneinzel | 5     | Ye Zhaoying              |
| 1997      | Weltmeisterschaft  | Dameneinzel | 1     | Ye Zhaoying              |
| 1997      | Swiss Open         | Damendoppel | 2     | Ye Zhaoying / Han Jingna |
| 1997      | All England        | Dameneinzel | 1     | Ye Zhaoying              |
| 1997      | Japan Open         | Damendoppel | 5     | Ye Zhaoying / Dai Yun    |
| 1997      | Korea Open         | Dameneinzel | 1     | Ye Zhaoying              |
| 1997      | China Open         | Dameneinzel | 3     | Ye Zhaoying              |
| 1997      | Swiss Open         | Dameneinzel | 2     | Ye Zhaoying              |
| 1997      | Japan Open         | Dameneinzel | 3     | Ye Zhaoying              |
| 1998      | Swiss Open         | Damendoppel | 3     | Ye Zhaoying / Wang Chen  |
| 1998      | Swiss Open         | Dameneinzel | 2     | Ye Zhaoying              |
| 1998      | Japan Open         | Dameneinzel | 2     | Ye Zhaoying              |
| 1998      | Asienmeisterschaft | Dameneinzel | 1     | Ye Zhaoying              |
| 1998      | All England        | Dameneinzel | 1     | Ye Zhaoying              |
| 1998      | Singapur Open      | Dameneinzel | 1     | Ye Zhaoying              |
| 1998/1999 | Denmark Open       | Dameneinzel | 2     | Ye Zhaoying              |
| 1999      | Weltmeisterschaft  | Dameneinzel | 33    | Ye Zhaoying              |
| 1999      | All England        | Dameneinzel | 1     | Ye Zhaoying              |
| 1999      | Singapur Open      | Dameneinzel | 1     | Ye Zhaoying              |
| 1999      | Japan Open         | Dameneinzel | 1     | Ye Zhaoying              |
| 1999      | China Open         | Dameneinzel | 3     | Ye Zhaoying              |
| 1999      | Asienmeisterschaft | Dameneinzel | 1     | Ye Zhaoying              |
| 2000      | Japan Open         | Dameneinzel | 2     | Ye Zhaoying              |
| 2000      | Olympia            | Dameneinzel | 3     | Ye Zhaoying              |
| 2000      | Thailand Open      | Dameneinzel | 1     | Ye Zhaoying              |